# Владимирско-Поволжская группа говоров

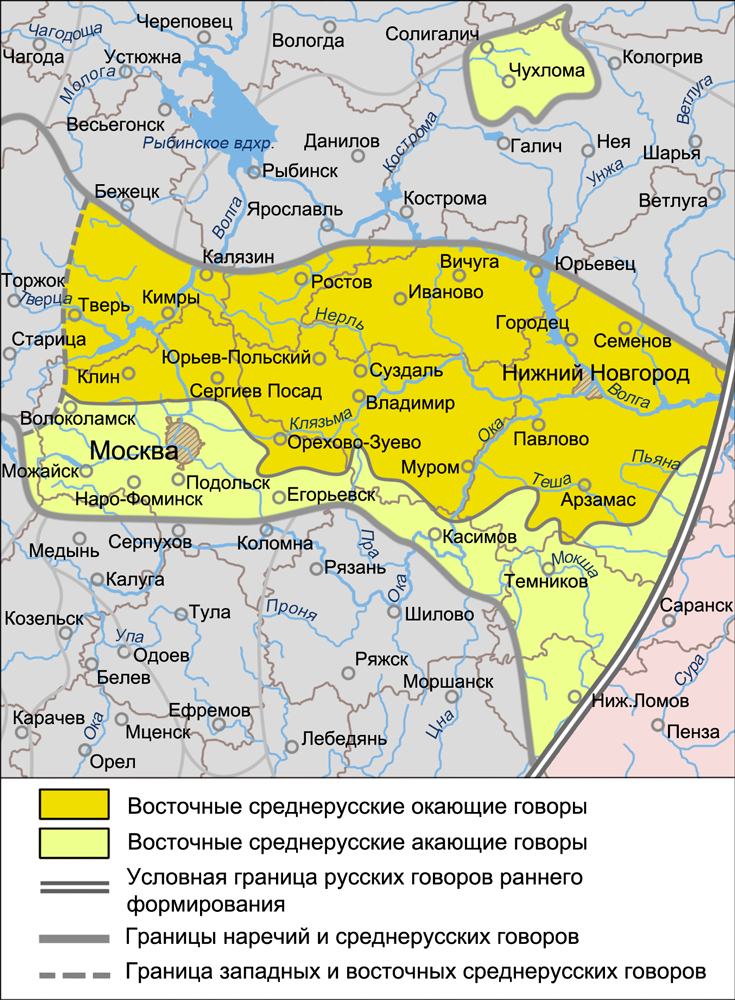
Восточные среднерусские окающие говоры (Владимирско-Поволжская группа говоров)
На основе данных

Влади́мирско-Пово́лжская гру́ппа го́воров (Восто́чные среднеру́сские о́кающие го́воры) — одно из двух диалектных объединений восточных среднерусских говоров, занимающее северную часть их территории (от южного диалектного объединения отделено изоглоссами различения и неразличения гласных неверхнего подъёма в первом предударном слоге). В отличие от восточных среднеруских акающих говоров восточные среднерусские окающие говоры, обладая значительным числом своеобразных, общих для них, языковых черт, рассматриваются как единая диалектная величина — Владимирско-Поволжская группа. Территорией распространения говоров Владимирско-Поволжской группы являются Владимирская и Ивановская области, значительная часть Нижегородской области и ряд районов соседних с ними областей. Оканье в говорах Владимирско-Поволжской группы сближает их с говорами севернорусского наречия.

## Вопросы классификации

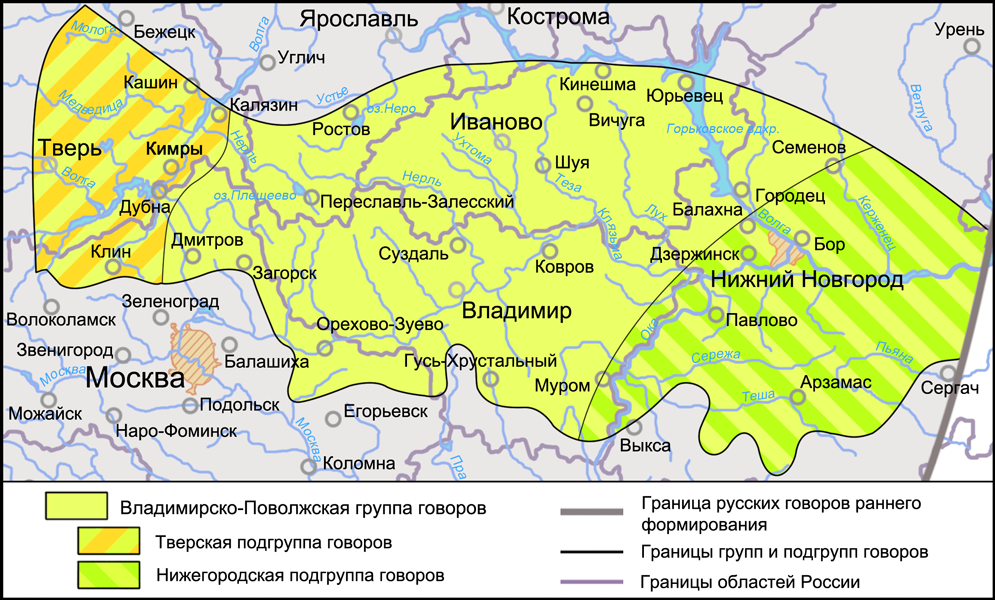
Владимирско-Поволжская группа говоров
На основе данных

Говоры Владимирско-Поволжской группы выделяются на обеих диалектологических картах русского языка, составленных в 1915 и 1965 гг., под одним и тем же названием и приблизительно в одинаковых границах. Но в отличие от карты 1965 года, в которой Владимирско-Поволжская группа входит в состав среднерусских переходных говоров, на карте 1915 года она включена в состав северновеликорусского наречия, дополнительно включая говоры у города Ярославля и территории говоров позднего формирования в восточном и юго-восточном направлениях вниз по Волге и в сторону Урала (к их характерным чертам отнесены: произношение е в соответствии этимологическому ѣ как и в литературном языке (хл[е]б, б[е́]лый и т. д.); неполное оканье — различение гласных о и а только в первом предударном слоге (в[о]да́, тр[а]ва́) и неразличение во всех остальных случаях (м[ъ]локо́, го́р[ъ]д, п[ъ]г[ъ]вори́м, у́д[ъ]л' (удаль), вы́п[ъ]л[ъ] (выпала) и т. д.); произношение у на месте о во втором предударном слоге ([у]топри́, [у]горо́д); окончание -ово прилагательных и местоимений в родительном пад. (до́бр[ъвъ], к[ъво́]); общая форма дательного и творительного пад. мн. числа существительных: паха́ли плуг[а́м] в северной части говоров и различение форм данных пад. в южной части: паха́ли плуг[а́ми]; обобщение задненёбных согласных в основе глаголов: он стере[г']о́т, мать пе[к']от и т. п.; в части говоров формы мн. числа прилагательных с окончанием -еи: родн[э́и], сыр[э́ми] дрова́ми и т. д.).
| Классификация: - Русский язык - Среднерусские говоры - Восточные среднерусские говоры - Восточные среднерусские окающие говоры (Владимирско-Поволжская группа говоров) |

Говоры Владимирско-Поволжской группы на диалектологической карте 1965 года отнесены к среднерусским говорам так как, сближаясь с одной стороны с севернорусским наречием по типу безударного вокализма, с другой стороны по многим другим диалектным чертам Владимирско-Поволжская группа от него отличается, проявляя сходство с соседними среднерусскими говорами к югу (восточными среднерусскими акающими говорами) и с южнорусским наречием (в том числе и по такой важной черте как неразличение гласных во втором предударном и заударном слогах после твёрдых согласных), при этом, чем южнее размещаются Владимирско-Поволжские говоры, тем значительнее в них присутствие диалектных черт южной локализации, намного превосходящих по числу северные черты.
Распространение определённого языкового комплекса (основой которого является сочетание друг с другом значительного числа ареалов местных языковых черт по всей территории говоров) в восточных среднерусских окающих говорах позволяет рассматривать их как одну группу — Владимирско-Поволжскую в отличие от восточных среднерусских акающих говоров, не рассматриваемых как самостоятельная группа говоров и не разделяемых на самостоятельные группы.
Основное диалектное явление — оканье — объединяет Владимирско-Поволжские говоры и противопоставляет их восточным среднерусским акающим говорам, расположенным южнее, где распространён другой вариант фонетического соответственного явления (различения и неразличения гласных неверхнего подъёма в первом предударном слоге после твёрдых согласных) — аканье.
Во Владимирско-Поволжской группе по характеру распространения диалектных черт северного и южного наречий, и некоторых местных диалектных черт, различаются:
- Северные говоры (переходные к Костромской группе северного наречия).
- Южные говоры (переходные к восточным среднерусским акающим говорам).

По наличию или отсутствию во Владимирско-Поволжской группе черт юго-восточной диалектной зоны различаются:
- Западные говоры.
- Восточные говоры.

Также в крайне западных и восточных районах восточных среднерусских окающих говоров размещаются локальные языковые комплексы, выделенные в подгруппы:
- Тверская подгруппа на западе.
- Нижегородская подгруппа на востоке.

На диалектологической карте К. Ф. Захаровой и В. Г. Орловой эти подгруппы обозначаются как Калининская и Горьковская подгруппы соответственно.
Неоднородность говоров Владимирско-Поволжской группы объясняется расположением их в районах неравномерно совмещаемых окраинных частей ареалов наречий и диалектных зон. Создаваемые тем самым разнообразные сочетания языковых черт характеризуют территорию говоров Владимирско-Поволжской группы как сложившуюся в районе интенсивных междиалектных контактов.

## Область распространения
Говоры Владимирско-Поволжской группы находятся в северной части восточных среднерусских говоров, они размещаются к югу от говоров Костромской группы севернорусского наречия, к северу от восточных среднерусских акающих говоров и к востоку от Селигеро-Торжковских говоров в составе западных среднерусских акающих говоров, занимая территории юго-востока Тверской области, юг Ярославской области, Владимирскую область, Ивановскую область, центр Нижегородской области, северные районы Московской области.

## История
Говоры Владимирско-Поволжской группы как и все среднерусские говоры сформировались в области длительных и интенсивных междиалектных контактов, севернорусские в своей основе, они испытали значительное влияние южнорусских диалектных явлений. Владимирско-Поволжские говоры помимо черт северного и южного наречий включают также большое число общих для них местных языковых черт, что является следствием исторического процесса формирования говоров от единой основы — древнего ростово-суздальского диалекта, развития в условиях территориальной близости, раннего объединения в Московском, а затем в общерусском централизованном государстве. Размещение Владимирско-Поволжских говоров в области формирования русского литературного языка отразилось в наличии в говорах большого числа черт центрального типа. При этом образование восточных среднерусских окающих говоров и развитие их в пределах территорий различных княжеств в феодальный период, в разное время вошедших в единое русское государство, привело к разной степени обособления входящих в их состав говоров, наиболее отчётливо такое обособление проявилось и закрепилось в говорах Тверской и Нижегородской подгрупп (сложившихся на основе особенностей говоров Тверского и Нижегородского княжеств).
Переселения носителей владимирско-поволжских говоров с XVII века в Среднее Поволжье, Прикамье и другие восточные районы страны привели к формированию различных говоров позднего заселения со среднерусской основой.

## Особенности говоров

### Общая характеристика
Владимирско-Поволжская группа говоров разделяет все диалектные черты, присущие восточным среднерусским говорам в целом (включая в том числе и южнорусские черты — южного наречия и юго-восточной диалектной зоны), а также присущие говорам центрального типа (со своими особенностями), помимо этого они характеризуются собственными местными, известными только в этой группе, диалектными чертами. Кроме общих для всех владимирско-поволжских говоров языковых особенностей в пределах группы известны и локальные языковые явления в северной и южной, в западной и восточной частях территории, а также в обособленных подгруппах говоров — Тверской и Нижегородской.
Распространение некоторых черт северного наречия и северо-восточной диалектной зоны в говорах Владимирско-Поволжской группы является отличием их языковой характеристики от характеристики восточных среднерусских акающих говоров. Северные языковые черты, прежде всего оканье, рассматриваются одними из основных в языковом комплексе группы (при разделении восточных среднерусских говоров на северную и южную части), они объединяют Владимирско-Поволжскую группу с говорами восточной части северного наречия (но при этом владимирско-поволжское оканье имеет отличия от севернорусского).

### Диалектные черты северного наречия
1. Различение гласных неверхнего подъёма в первом предударном слоге после твёрдых согласных — оканье, во владимирско-поволжских говорах различение гласных, сочетаемое с совпадением гласных звуков а и о во втором предударном и заударных слогах в гласном ъ: м[ъ]лока́ (молока), до́р[ъ]г[ъ] (дорого) и т. п, является особым типом вокализма и называется неполным оканьем[14][15].
2. Употребление согласуемых постпозитивных частиц (на западной части территории употребление только обобщённой частицы то): дом-от, жена-та и т. п.[16]
3. Употребление существительного кри́нка (сосуд для хранения молока) и глаголов борони́ть, боронова́ть с тем же значением, что и в литературном языке.

### Диалектные черты, характерные для северо-восточной диалектной зоны
1. Особенности в произношении некоторых слов: мнук с начальным м; кок[у́]шка с предударным гласным о.
2. Распространение парадигмы мн. числа с j в основе существительного волос: воло́[с’й]а, воло́[с’й]ов и т. п.
3. Форма именительного пад. мн. числа местоимения 3-го лица оне́.
4. Исключительное распространение форм инфинитива с суффиксом -ти глаголов типа нести́, везти́, идти́.
5. Распространение инфинитивов кла́сти, ходи́ти, встречающееся разрозненными ареалами.
6. Формы инфинитивов с конечным ударным -и от основ на задненёбный согласный: печи́, стеречи́ и т. п.
7. Преобладающее распространение словоформы пла́тиш (а не плати́ш или пло́тиш) с ударным а. На других территориях русских говоров употребляется форма пло́тиш наряду с пла́тиш.
8. Распространение слов: мост (сени), бо́льно (очень)[17] и др.
9. Произношение слов: [де́р']гат' , [л’о]шш или [л’о]ш’ш' , [д’о́]ржим. Данные слова распространены нерегулярно.
10. Употребление предлога по с винительным пад. неодушевлённых и одушевлённых существительных в конструкциях с целевым назначением, нерегулярно распространённое на территории владимирско-поволжских говоров: пошёл по орехи, пошёл по топор и т. д.[1]

### Диалектные черты южного наречия
1. Распространение сочетания бм: о[бм]а́н, о[бм]ер’а́л и т. п.[18]
2. Распространение сочетания ст на конце слова: мо[ст], хво[ст] и т. п.
3. Произношение слов со вставными гласными а или ъ: п[а]шени́ца или п[ъ]шени́ца и др.
4. Различение форм дательного и творительного пад. мн. числа прилагательных и существительных: с пусты́ми в’о́др[ами], к пу́стым в’о́др[ам][19].
5. Распространение слов: брать лён в значении теребить лён и др.

### Диалектные черты, характерные для юго-восточной диалектной зоны
1. Произношение слов со вставными гласными а или ъ: п[а]шоно́ или п[ъ]шоно́, с[а]моро́дина или с[ъ]моро́дина и слова г[ры]б с твёрдым р (произношение г[ры]б отсутствует в большинстве говоров восточной части Владимирско-Поволжской группы).
2. Образование форм творительного пад. мн. числа с окончанием -ми в некоторых существительных: гру[д’ми́], лоша[д’ми́], сл’е[з’ми́] и т. п.
3. Распространение форм именительного пад. мн. числа кратких предикативных прилагательных с окончанием -и: сы́ти, ра́ди и т. п. Данное явление отсутствует в говорах северо-восточной части Владимирско-Поволжской группы.
4. Формы деепричастий прошедшего времени с суффиксом -мши: разу́мши и т. п.
5. Распространение слов: стрига́н и стригу́н (жеребёнок на втором году), третья́к (жеребёнок на третьем году) и др.[1]

### Диалектные черты центрального типа
Владимирско-поволжские говоры, как и остальные восточные среднерусские говоры, разделяют все черты центрального типа (такие как произношение согласного к в соответствии х в словах: клев, коровод, крест, крестец (названия укладки снопов); наличие возвратной частицы -с, -са в различных формах глаголов: умо́йу[с] или умо́йу[са], умо́й[са], умы́л[са], умо́йеш[са] и др.; наличие ударения на окончании в формах прош. времени жен. рода возвратных глаголов: вз’алса́, вз’алс’а́, родилса́, родилс’а́; формы именительного — винительного пад. существительных мать и дочь, образованных без суффикса -ер; словоформа в именительном пад. ед. числа свекро́вь; наличие твёрдых согласных н и р в сочетании с последующим ц: полоте́[нц]о, со́[н]цо; огу[рц]ы́, се́[рц]о и т. п.; формы винительного пад. ед. числа личного местоимения жен. рода с ударным о в окончании: йей[о́]), и в то же время характеризуются некоторыми особенностями в распространении этих черт:
1. Употребление наряду с долгими мягкими шипящими ш’ш', ж’ж'  ([ш’ш']у́ка, та[ш’ш']у́, во́[ж’ж']и и т. п.) также долгих твёрдых шипящих шш и жж.
2. Наряду с чередованием задненёбных согласных с шипящими в парадигме наст. времени глаголов с основой на задненёбный (п’о[к]у́, пе[ч']о́ш, п’о[к]у́т; мо[г]у́, мо́[ж]еш, мо́[г]ут и т. п.) встречаются также формы: пе[к]о́ш, пе[к]о́т, пе[к]у́т; мо́[г]ош, мо́[г]от, мо́[г]ут.

### Местные диалектные черты Владимирско-Поволжской группы
1. Совпадение а и о во втором предударном слоге после твёрдых согласных в гласном ъ: г[ъ]лова́, д[ъ]леко́ и т. д. В отдельных говорах в северной части территории Владимирско-Поволжской группы, в основном к востоку от города Переславля-Залесского возможно сохранение произношения о: м[о]локо́, х[о]рошо́ и т. д.[15]
2. Распространение произношения у в соответствии о во втором предударном слоге в абсолютном начале слов: [у]топри́, [у]тн’ала́, [у]гурцы́ и др. Данное явление отмечается также в говорах Гдовской группы. В южной части территории говоров Владимирско-Поволжской группы возможно также произношение ъ в соответствии о: [ъ]топри́, [ъ]тн’ала́, [ъ]гурцы́, и в северной части произношение о: [о]топри́, [о]тн’ала́, [о]гурцы́.
3. Полное различение гласных в первом предударном слоге после мягких согласных перед твёрдыми, при произношении о, е, а в соответствии ударным гласным о, ê, а: н’[о]су́ (несу), р[е]ка́ (река), пр’[а]ду́ (приду). Перед мягкими согласными в соответствии ударным гласным е, ê, а произносятся е, е, а: н[е]си́, к р[е]ке́, пр’[а]ди́. Своеобразное произношение гласных между мягкими согласными под ударением в некоторых говорах на юге и юго-западе (встречающееся, например, в говорах Тверской подгруппы: в[и́]тер (ветер), д[и́]н’ (день)) является причиной произношения гласных в первом предударном слоге и, и, а в соответствии ударным гласным е, ê, а: н[и]си́, к р[и]ке́, пр’[а]ди́ и т. д.
4. Распространение произношения отдельных слов, характерные для соотношения ударного вокализма с предударным: зв[ê]зды, гн[ê]зда, в[ê]дра и т. д., а также п’[а́]тна, запр’[а́]г, потр’[а́]с и т. д.
5. Совпадение форм творительного и предложного пад. прилагательных и притяжательных местоимений в форме с окончанием -им (-ым): с худ[ы́]м, в худ[ы́]м, с мо[и́]м, в мо[и́]м и т. п. или в форме с окончанием -ем: с худ[э́]м, в худ[э́]м, с мой[е́]м, в мой[е́]м и т. п.
6. Возможность фонетически закономерного чередования о и е после мягких согласных в зависимости от положения перед твёрдым или мягким согласным: Мст’[о́]ра, но на Мст’[е́]ре и т. п.
7. Произношение сочетания мн в соответствии вн в отдельных словах: да[мн]о́ (давно), реже ра[мн]о́ (равно), дере́[мн’]а (деревня). Данное явление известно также в говорах Костромской и Курско-Орловской групп.
8. Наличие фонетически закономерного произношения т’ — д’ в соответствии к’ — г’ как в корнях, так и на стыках морфем: [ти́]слой (кислый), [ди́]бел’ (гибель), ру́[ти] (руки), но́[ди] (ноги).
9. Произношение сн в соответствии чн в слове пшеничный по всей территории группы — пшени́[сн]ой, и в северной части группы в словах молочный — моло́[сн]ой (подобное произношение слова моло́[сн]ой известно также в говорах Костромской группы) и яичница — яи́[сн]ица.
10. Распространение названий ягод, образованных с суффиксом -иг-: земл’ани́га, брусни́га, черни́га и т. п.[20] Данные названия отсутствуют в говорах Тверской подгруппы.
11. Чередование е — и в основах инфинитива и настоящего времени у глаголов II спряжения после мягких шипящих согласных, а в восточной части владимирско-поволжских говоров и после отвердевших согласных в основе: криче́т’ (кричать), криче́л — кричи́ш; пиш’ш’е́т’ (пищать), пиш’ш’е́л — пиш’ш’и́ш; в восточной части, также, дыше́т’ (дышать), дыше́л — дыши́ш и т. п.
12. Словоформа скоре́ — вторичная форма сравнительной степени.
13. Употребление форм родительного пад. мн. числа с окончанием -ей от существительных палец, заяц: пал’це́й (пальцем), зайце́й (зайцем).
14. Распространение слов: клу́ха, клу́шка, клу́ка (наседка), оде́нье (большая укладка снопов в поле) и др.
15. Наличие таких глагольных парадигм, как парадигма глагола дêлать и т. п.

|        | Единственное число | Множественное число |
| ------ | ------------------ | ------------------- |
| 1 лицо | дêл[айу] / дêл[у]  | дêл[айе]м           |
| 2 лицо | дêл[а]ш            | дêл[айе]те          |
| 3 лицо | дêл[а]т            | дêл[у]т             |

Местные диалектные черты в составе языкового комплекса группы пунктов с 1 по 5 характерны для всех говоров группы, диалектные черты пунктов с 6 по 15 достаточно широко распространены на территории Владимирско-Поволжской группы, но свойственны не всем говорам группы.

### Диалектные черты северной части говоров Владимирско-Поволжской группы
В северных говорах Владимирско-Поволжской группы распространены диалектные черты северной локализации (северного наречия в целом, а также характерные только для его Костромской группы), неизвестные в говорах южной части группы.
Граница между северными и южными говорами не является чёткой и определённой, так как очерчивающие эти говоры изоглоссы диалектных явлений северной или южной локализации по-разному продвигаются на север или на юг, не совмещаясь друг с другом (не образуя чёткого пучка изоглосс). Северные говоры по сочетанию и характеру распространения в них языковых черт северных диалектных объединений и владимирско-поволжских языковых черт можно рассматривать как переходные к Костромской группе говоров.
Северные говоры не могут быть выделены в отдельную подгруппу в связи с тем, что в пределах распространения этих говоров отмечается крайне малое число присущих только им, местных диалектных черт.
К диалектным чертам северных говоров относят: усиление элементов различения гласных неверхнего подъёма во втором предударном слоге и в заударных слогах; склонение существительных муж. рода с суффиксами -ушк-, -ишк- по мужскому типу склонения; возможность употребления нестяженных сочетаний гласных после утраты интервокального j: зн[а́э]т, зн[а́а]т (знает), дêл[аэ]т, дêл[аа]т (делает) и т. п.; наличие общей формы дательного и творительного пад. мн. числа существительных и прилагательных: с пусты́м в’о́др[ам], к пусты́м в’о́др[ам] и т. п.; разновидность ассимилятивного прогрессивного смягчения задненёбных г — к — х, при которой такое смягчение наблюдается после парных мягких согласных при отсутствии смягчения после ч’ и j: ба́[н’к’]а, но до́[ч’к]а, ча[йк]у́; формы именительного пад. мн. числа прилагательных с окончанием -еи: худ[э́и] (худые), плох[е́и] (плохие) и т. д.; двусложные (дифтонговые) окончания в косвенных падежах мн. числа прилагательных: бе́л[ыих], бе́л[ыим] и т. д.

### Диалектные черты южной части говоров Владимирско-Поволжской группы
В южных говорах Владимирско-Поволжской группы распространены диалектные черты южной локализации (южного наречия, юго-восточной диалектной зоны, восточных среднерусских акающих говоров), неизвестные в говорах северной части группы.
Южные и северные говоры не разграничиваются друг с другом чётким пучком изоглосс, так как на значительной части территории владимирско-поволжских говоров окраинные ареалы диалектных явлений северной и южной локализации пересекаются по-разному, образуя области различных сочетаний северных и южных языковых черт. Южные говоры можно рассматривать как переходные к восточным среднерусским акающим говорам по наличию в них распространения как владимирско-поволжских языковых черт, так и языковых черт южных диалектных объединений.
Южные говоры не могут быть выделены в отдельную подгруппу в связи с тем, что в пределах распространения этих говоров практически отсутствуют присущие только им, местные диалектные черты.
К диалектным чертам южных говоров относят: совпадение гласных а и о в ъ или а в заударных слогах: на́д[ъ] (надо), до́м[ъ] (дома) или на́д[а], до́м[а], из го́р[ъ]да (из города), го́р[а]д (город), вы́с[ъ]жу (высажу), вы́д[а]л (выдал) и т. д.; распространение форм родительного пад. ед. числа с окончанием -е у существительных жен. рода на -а и основой на твёрдый согласный в сочетании с предлогом у: у жен[е́] (у жены), у ма́м'[и] (у мамы) и т. п.; склонение существительных с суффиксом -ушк- по женскому типу склонения; случаи смягчения губных согласных в положении перед мягкими задненёбными согласными: де́[ф']ки (девки), ма́[м']ки (мамки) и т. п.; совпадение аффрикат ч и ц (цоканье); смягчение задненёбных согласных в основе существительных при образовании форм творительного пад. мн. числа: у́т[к]ими (утками), де́н'[г]ими (деньгами) и т. д.

### Диалектные черты западной части говоров Владимирско-Поволжской группы
Распространение частей некоторых ареалов диалектных черт юго-восточной диалектной зоны к западу от городов Владимир и Иваново делит территорию Владимирско-Поволжской группы на западную и восточную части, различаемые по наличию или отсутствию черт юго-восточной зоны в этих говорах.
Среди диалектных черт, обособляющих западные говоры от восточных, отмечаются:
- Диалектные черты юго-восточной диалектной зоны: произношение слова гриб с твёрдым согласным звуком р (г[ры]б); формы именительного пад. мн. числа кратких предикативных прилагательных сы́ти, ра́ди и т. п., образованные от мягкой основы; распространение слов крест — кресте́ц (малая укладка снопов) и т. д.
- Местные диалектные черты западных говоров: произношение т’, д’ в соответствии мягким к’, г’; произношение твёрдого н в положении перед ш в формах сравнительной степени: ме́[н]ше, ра́[н]ше и т. д.; преимущественное распространение обобщённой постпозитивной частицы то[16] и др.

### Диалектные черты восточной части говоров Владимирско-Поволжской группы
Кроме отсутствия диалектных черт юго-восточной диалектной зоны, распространённых в западной части Владимирско-Поволжской группы, восточные говоры характеризуются наличием согласуемых постпозитивных частиц (дом-от, дома-те, жена-та, жену-ту и т. п.) и чередованием е — и в основах инфинитива и настоящего времени у глаголов II спряжения не только после мягких шипящих согласных, но и после отвердевших согласных в основе: дыше́т’ (дышать), дыше́л — дыши́ш и т. п.

### Диалектные черты Тверской подгруппы говоров
Разделяя все диалектные черты Владимирско-Поволжской группы, включая те, которые присущи западной их части, говоры вокруг города Твери характеризуются также и рядом местных черт, размещаясь на территории сочетания ареалов своеобразных диалектных явлений, тем самым обособляясь в пределах группы и образуя отдельную подгруппу говоров. Языковые черты Тверской подгруппы как правило представляют собой расширение основных закономерностей, свойственных говорам Владимирско-Поволжской группы. К ним относят: произношение и в соответствии ударному е между мягкими согласными: в[и́]тер (ветер), д[и́]н’ (день), солов[и́]й (соловей); особенности в произношении ряда слов: [у]ржано́й (ржаной), [у]л’н’ано́й (льняной), четве́[ре]г (четверг), по́[вн’]у (помню), [вн]о́го (много); распространение окончания -аф в форме предложного пад. мн. числа: в дома́ф (в домах), на лошад’а́ф (на лошадях), на нога́ф (на ногах) и т. д.

### Диалектные черты Нижегородской подгруппы говоров
В говорах вокруг города Нижнего Новгорода помимо распространения всех диалектных черт Владимирско-Поволжской группы известны также некоторые местные черты, ареалы которых, сочетаясь друг с другом, образуют обособленное диалектное объединение в пределах Владимирско-Поволжской группы — Нижегородскую подгруппу говоров. Языковые черты Нижегородской подгруппы также как и черты Тверской подгруппы представляют собой в основном расширение основных диалектных закономерностей, представленных в целом во владимирско-поволжских говорах. К ним относят: произношение о наряду с е в соответствии фонеме ê в первом предударном слоге после мягких согласных: р[е]ка́, но и сл’[о]по́й, дв'[о]на́дцат’; последовательное распространение случаев отсутствия интервокального j и результатов стяжения гласных в глаголах в сочетании ейе при отсутствии этого явления в глаголах с сочетаниями айе: ум[е́]т (умеет), но зн[а́йе]т (знает); распространение вторичных форм сравнительной степени: скоре́, умне́, быстре́ и т. д.